# Джеймс Франко
Джеймс Е́двард Фра́нко (англ. James Edward Franco; нар. 19 квітня 1978, Пало-Альто, США) — американський актор, режисер, сценарист, продюсер, художник. У 2011 році був співведучим Енн Гетевей на 83-й церемонії «Оскар».
Він почав акторську кар'єру наприкінці 1990-х, виконавши одну з ролей у серіалі «Диваки і навіжені», а також знявшись у кількох молодіжних фільмах. У 2001 році він виконав головну роль у телевізійній біографічній картині Марка Райдел «Джеймс Дін», ставши лауреатом премії Золотий глобус у номінації Найкращий актор міні-серіалу чи телевізійного фільму.
На початку 2000-х він стає відомим завдяки ролі Гаррі Осборна в трилогії Людина-павук. У 2005 році знявся у фільмі «Великий рейд», виконавши роль Роберта Прінса, командира Батальйону Рейнджерів, що врятував військовополонених з табору в Кабанатуані під час Другої світової війни. У наступному році виконав головні ролі в трьох фільмах: «Трістан та Ізольда», «Аннаполіс», «Ескадрилья „Лафайєт“». У 2008 році знявся в комедії «Ананасовий експрес» з колегою по серіалу «Диваки і навіжені» Сетом Рогеном. Також виконав епізодичну роль у фільмі «Ночі в Роданте» і одну з головних ролей у біографічному фільмі «Гарві Мілк».

## Біографія
Франко народився 19 квітня 1978 року в Пало-Альто, Каліфорнія в сім'ї Бетсі (до шлюбу Верне), поетеси, письменниці й редакторки, і Дага Франко. Батько Джеймса має португальське та шведське коріння, а мати Джеймса — єврейка, нащадок емігрантів із Одеси (Україна). Франко ріс у Каліфорнії з двома молодшими братами, Томом і Девідом. У 1996 році закінчив школу Пало-Альто, де за рішенням своїх однокласників був названий учнем з «найкращою посмішкою». Потім він вступив до Каліфорнійського університету в Лос-Анджелесі за спеціальністю «англійська мова». Після першого курсу пішов з університету, вибравши кар'єру актора, і брав уроки у Роберта Карнегі із Західного театру.

## Кар'єра
Після п'ятнадцяти місяців навчання акторській майстерності Франко став брати участь в прослуховуванні в Лос-Анджелесі. У 1999 він отримав свою першу головну роль у серіалі «Диваки і навіжені», який проіснував недовго, але був позитивно оцінений критиками. Першою головною роллю у фільмі стала роль в молодіжній комедії «Будь-якою ціною» (2000), де він знявся зі своєю колишньою дівчиною Марлою Соколофф. Потім він виконав головну роль в телевізійному байопіку 2001 режисера Марка Райдела «Джеймс Дін». За цю роль Франко отримав нагороду Золотий глобус, а також був номінований на Еммі та Премію Гільдії кіноакторів США.
Спочатку Франко був одним з претендентів на роль Людини-павука/Пітера Паркера, головну роль в екранізації Людини-павука, але в підсумку був затверджений на роль Гаррі Осборна, сина злісного Зеленого Гобліна/Нормана Осборна. Після успіху першого фільму Джеймс знявся у двох наступних фільмах трилогії, Людина-павук 2 і Людина-павук 3. У 2002 році Франко знявся в драмі «Остання справа Ламарки».
У 2006 році Франко зіграв у фільмі «Аннаполіс» і виконав роль легендарного героя Трістана у фільмі «Трістан та Ізольда», екранізації легенди. Його партнеркою по фільму стала англійська актриса Софія Майлс. Потім він пройшов тренування з каскадерською командою «Блакитні ангели» і отримав права пілота для ролі у фільмі «Ескадрилья „Лафайєт“», який вийшов у вересні 2006 року; в цьому ж місяці Франко зіграв епізодичну роль у фільмі «Плетена людина», де головну роль виконав Ніколас Кейдж, режисер фільму «Синок» (2002) з Франко в головній ролі. Він також зіграв камео у фільмі «Трішки вагітна».
У 2008 році Франко зіграв роль наркодилера Сола в комедії «Ананасовий експрес». Партнером по фільму став співавтор сценарію до фільму і давній знайомий Джеймса Сет Роген, а продюсером виступив Джудд Апатоу. Обидва працювали з Франко над серіалом «Диваки і навіжені». За цю роль Франко був відзначений номінацією на Золотий глобус у категорії Найкраща чоловіча роль (комедія або мюзикл). 20 вересня 2008 Джеймс був ведучим Saturday Night Live.
У 2008 році Франко разом Шоном Пенном, Джошем Броліном і Емілем Гіршем зіграв в біографічному фільмі режисера Гаса Ван Сента «Гарві Мілк». Франко виконав роль Скотта Сміта, коханця Гарві Мілка (Пенн). За цю роль Франко була присуджена нагорода «Незалежний дух» у категорії Найкращий актор другого плану.
У листопаді 2010 року оголошено як ведучого премії «Оскар-2011».

## Особисте життя
У 2008 році Франко отримав ступінь бакалавра з англійської мови в Каліфорнійському університеті в Лос-Анджелесі. Потім він переїхав до Нью-Йорка, щоб вчитися за програмою магістрів літератури Колумбійського університету, а також у Школі мистецтв Тиш при Нью-Йоркському університеті, де він вивчає фільмовиробництво. У цей період Джеймс захоплюється живописом, яким він займався в середній школі. Також можна помітити Франко малює в одному з епізодів третьої частини «Людини-павука».
У 2006—2011 роках Джеймс Франко перебував у стосунках з акторкою Ганною О'Рейлі.
У 2008 році Франко став обличчям нової парфумерної лінії Gucci.
Завдяки своїй підтримці ЛГБТ-спільноти та зображенню гомо-персонажів у своїх проєктах, сексуальність Франко була предметом обговорення у ЗМІ, невпинно запитуючи, чи він гей. Відповідаючи на запитання щодо його сексуальності, він наполягав, що бачить у героях набагато більше вимірів, ніж їхні схильності у спальні. «Або знаєте що, — жартівливо сказав він, — можливо, я просто гей». У березні 2015 року в інтерв'ю журналу Four Two Nine Франко знову розкрив свою сексуальність, заявивши: «У двадцятих і тридцятих роках, раніше вони визначали гомосексуальність за тим, як ти поводишся, а не за тим, з ким ти спав. Моряки весь час трахали хлопців, але доки вони вели себе по-чоловічому, їх не вважали геями». Він додав: «Ну, мені подобається думати, що я гей у своїй творчості і натурал у своєму житті».

## Цікаві факти
- 3 травня 2002 відбулася прем'єра одночасно двох фільмів з участю Франко, «Дикі біси» та «Людина-павук».
- В інтерв'ю Террі Гроссу Джеймс розповів, що в старших класах був заарештований за дрібне злодійство: вони з друзями крали в магазині одеколон і продавали його в школі. Він також зазначив, що за іронією долі в 2008 році став обличчям одеколону Gucci.
- Джеймс навчався акторській майстерності з Іваною Чаббак, список учнів якої включає Шарліз Терон, Геллі Беррі, Елізабет Шу, Керрі-Енн Мосс і Джона Войта.
- Джеймс Франко зіграв у двох фільмах із назвою «Інтерв'ю» (Interview) — у 2007 та 2014 роках. Також у 2000 році він знявся у двох фільмах, назву яких однаково переклали українською мовою: телефільм «Будь-якою ціною» (At Any Cost, «За будь-яку ціну») та кінофільм «Будь-якою ціною» (Whatever It Takes, «Все, що потрібно»).

## Фільмографія

### Актор
| Рік       |    | Українська назва                        | Оригінальна назва                                   | Роль                                                  |
| --------- | -- | --------------------------------------- | --------------------------------------------------- | ----------------------------------------------------- |
| 2020      | ф  | Убити царя                              | Kill the Czar                                       |                                                       |
| 2019      | ф  | Зеровілль                               | Zeroville                                           | Вікар                                                 |
| 2019      | ф  | Кривавий прибій                         | Blood Surf                                          | Metalhead Troy                                        |
| 2018      | ф  | Претенденти                             | Pretenders                                          | Максвелл                                              |
| 2017—2018 | с  | Двійка                                  | The Deuce                                           | Вінсент і Френкі Мартіно (17 епізодів)                |
| 2018      | ф  | Балада Бастера Скраггса                 | The Ballad of Buster Scruggs                        | ковбой (розділ "Near Algodones")                      |
| 2018      | ф  | Рідня                                   | Kin                                                 | Тейлор Балик                                          |
| 2018      | ф  | Світ майбутнього                        | Future World                                        | військовий командувач                                 |
| 2018      | ф  | Реквієм за Міссісіпі                    | Mississippi Requiem                                 |                                                       |
| 2017      | кф | Озара і Катесса                         | Ozara and Katessa (телефільм)                       | Ozara / Robbie / Damsel in Distress та інші голоси    |
| 2017      | ф  | Кривава поїздка                         | Blood Ride                                          | Біллі                                                 |
| 2017      | ф  | Божевільний кит                         | The Mad Whale                                       |                                                       |
| 2017      | ф  | Горе-творець                            | The Disaster Artist                                 | Томмі Вайзо / «Джонні»                                |
| 2017      | ф  | Сховище                                 | The Vault                                           | Ед Маас                                               |
| 2017      | кф | Сміттєвий дайвінг                       | Dumpster Diving (відео)                             | El Diablo                                             |
| 2017      | ф  | Не повертайтеся з Місяця                | Don't Come Back from the Moon                       | Roman Smalley                                         |
| 2017      | ф  | Чужий: Заповіт                          | Alien: Covenant                                     | Branson                                               |
| 2017      | ф  | Це — ваша смерть                        | This Is Your Death                                  | Male Host                                             |
| 2017      | ф  |                                         | Actors Anonymous                                    | Jake Lamont                                           |
| 2017      | ф  | Інститут Роузвуд                        | The Institute                                       | Dr. Cairn                                             |
| 2017      | кф | Чужий: Заповіт — Пролог: Остання вечеря | Alien: Covenant — Prologue: Last Supper             | Branson                                               |
| 2017      | тф |                                         | High School Lover                                   | Rick Winters                                          |
| 2017      | ф  | Лабіринт                                | The Labyrinth                                       | оповідач                                              |
| 2016      | ф  | Чому він?                               | Why Him?                                            | Лерд Мейг'ю                                           |
| 2016      | кф |                                         | Riff Raff: Only In America (відео)                  | RiFF RAFF                                             |
| 2016      | ф  | І програли бій                          | In Dubious Battle                                   | Мак                                                   |
| 2016      | с  | Енджи Трайбека                          | Angie Tribeca                                       | сержант Едді Пеппер (6 episodes)                      |
| 2016      | тф |                                         | Mother, May I Sleep with Danger?                    | режисер                                               |
| 2016      | кф |                                         | The Caged Pillows (відео)                           | David Del Rosario                                     |
| 2016      | ф  |                                         | Burn Country                                        | Lindsay                                               |
| 2016      | ф  | Королівська кобра                       | King Cobra                                          | Joe                                                   |
| 2016      | с  | 11.22.63 (міні-серіал)                  | 11.22.63                                            | Джейк Еппінг (головна роль)                           |
| 2016      | мф | Повний розковбас                        | Sausage Party                                       | Druggie (голос)                                       |
| 2016      | ф  | Козел                                   | Goat                                                | Мітч                                                  |
| 2015      | ф  | Ніч перед похміллям                     | The Night Before                                    | Джеймс Франко                                         |
| 2014—2015 | с  |                                         | Making a Scene with James Franco                    | Джеймс, Джек, Ерік Форман та інші (18 епізодів)       |
| 2015      | ф  | Пам'ять                                 | Memoria                                             | Mr. Wyckoff                                           |
| 2015      | ф  | Чорний пес, рудий пес                   | Black Dog, Red Dog                                  | Leo                                                   |
| 2015      | мф | Маленький принц                         | Le Petit Prince                                     | The Fox (голос)                                       |
| 2015      | с  |                                         | Deadbeat                                            | Джонні (1 епізод)                                     |
| 2015      | ф  | Аддероллові щоденники                   | The Adderall Diaries                                | Stephen Elliott                                       |
| 2015      | кф | Зимова прогулянка                       | A Walk in Winter                                    | Conrad                                                |
| 2015      | ф  | Розквіт нечутливих виродків             | The Heyday of the Insensitive Bastards              | Conrad                                                |
| 2015      | ф  | Дикі коні                               | Wild Horses                                         | Ben Briggs                                            |
| 2015      | ф  | Все буде добре                          | Every Thing Will Be Fine                            | Tomas                                                 |
| 2015      | ф  | Королева пустелі                        | Queen of the Desert                                 | Генрі Кадоґен                                         |
| 2015      | ф  | Майкл                                   | I Am Michael                                        | Michael Glatze                                        |
| 2015      | ф  | Йосеміті                                | Yosemite                                            | Phil                                                  |
| 2015      | ф  | Правдива історія                        | True Story                                          | Крістіан Лонго                                        |
| 2015      | ф  | Дон Кіхот                               | Don Quixote                                         | Pasamonte                                             |
| 2014      | ф  |                                         | I Think You're Totally Wrong: A Quarrel             | James                                                 |
| 2014      | ф  | Інтерв'ю                                | The Interview                                       | Девід Скайларк                                        |
| 2014      | кф |                                         | Grow a Guy                                          | Chad, the Grow-a-Guy                                  |
| 2014      | ф  |                                         | National Theater Live: Of Mice and Men              | George Milton                                         |
| 2014      | ф  | Шум і лють                              | The Sound and the Fury                              | Benjy Compson                                         |
| 2014      | тф |                                         | Dave Skylark's Very Special VMA Special             | David Skylark                                         |
| 2014      | ф  | Хороші люди                             | Good People                                         | Tom Wright                                            |
| 2014      | кф |                                         | Obituaries                                          | Felix Mitchum                                         |
| 2014      | ф  |                                         | National Theatre Live: Of Mice and Men              |                                                       |
| 2014      | ф  | Вероніка Марс                           | Veronica Mars                                       | Джеймс Франко                                         |
| 2013      | ф  | Останній рубіж                          | Homefront                                           | Морган "Ґейтор" Бодін                                 |
| 2013      | кф |                                         | James Franco & Seth Rogen: Bound 3                  |                                                       |
| 2013      | ф  |                                         | Playtime                                            | The Art Dealer                                        |
| 2013      | кф |                                         | 30 Seconds to Mars: City of Angels (відео)          | Джеймс Франко                                         |
| 2013      | с  | Проект Мінді                            | The Mindy Project                                   | Пол Леотард (2 епізоди)                               |
| 2013      | ф  | Третя персона                           | Third Person                                        | Rick                                                  |
| 2013      | ф  | Дитя боже                               | Child of God                                        | Jerry                                                 |
| 2013      | ф  | Пало-Альто                              | Palo Alto                                           | Mr. B                                                 |
| 2013      | кф |                                         | The Real World: This Is the End Edition (телефільм) | Джеймс Франко                                         |
| 2013      | ф  | Це кінець                               | This is The End                                     | Джеймс Франко                                         |
| 2013      | ф  | Коли я вмирала                          | As I Lay Dying                                      | Darl Bundren                                          |
| 2013      | ф  | Оз: Великий та Могутній                 | Oz the Great and Powerful                           | Оскар Діггс / Оз                                      |
| 2013      | ф  | Лавлейс                                 | Lovelace                                            | Г'ю Гефнер                                            |
| 2013      | ф  | Інтер'єр: Садо-мазо-гей бар             | Interior. Leather Bar.                              | James                                                 |
| 2012      | ф  | Дьоготь                                 | The Color of Time                                   | C.K. Williams                                         |
| 2012      | с  | Голлівудські пагорби                    | Hollywood Heights                                   | Osbourne Silver (6 episodes)                          |
| 2012      | ф  | Нагляд                                  | The Letter                                          | Tyrone                                                |
| 2012      | ф  | Відв'язні канікули                      | Spring Breakers                                     | Чужий                                                 |
| 2012      | ф  | Крижаний                                | The Iceman                                          | Марті Фрімен                                          |
| 2012      | ф  | Душевні хвороби                         | Maladies                                            | James                                                 |
| 2012      | с  |                                         | FCU: Fact Checkers Unit                             | Джеймс (1 епізод)                                     |
| 2012      | кф |                                         | Rebel Dabble Babble                                 | Джим Старк / Джеймс Дін                               |
| 2012      | ф  | Черрі                                   | About Cherry                                        | Frances                                               |
| 2009—2012 | с  | Загальна лікарня                        | General Hospital                                    | Franco (54 episodes)                                  |
| 2011      | кф | Бунтар                                  | Rebel                                               |                                                       |
| 2011      | ф  | Сел Мінео: Біографія                    | Sal                                                 | Milton Katselas                                       |
| 2011      | ф  | Повстання планети мавп                  | Rise of the Planet of the Apes                      | Вілл Родман                                           |
| 2011      | ф  | Зруйнована вежа                         | The Broken Tower                                    | Гарт Крейн                                            |
| 2011      | ф  | Хоробрі перцем                          | Your Highness                                       | принц Фабіус / Славій                                 |
| 2011      | ф  | Зелений шершень                         | The Green Hornet                                    | Денні Клер                                            |
| 2010      | ф  | 127 годин                               | 127 Hours                                           | Арон Ралстон                                          |
| 2010      | в  |                                         | Love & Distrust                                     | Travis / Розділ 3 — Grasshopper (Sincerity and Doubt) |
| 2010      | ф  | Їсти молитися кохати                    | Eat Pray Love                                       | Девід Пікколо                                         |
| 2010      | кф | Мужність і я                            | Masculinity & Me                                    |                                                       |
| 2010      | ф  | Вільям Вінсент                          | William Vincent                                     | Вільям Вінсент                                        |
| 2010      | ф  | Божевільне побачення                    | Date Night                                          | Том Фелтон                                            |
| 2010      | ф  | Плач                                    | Howl                                                | поет Аллен Гінзберг                                   |
| 2010      | с  | 30 потрясінь                            | 30 Rock                                             | Джеймс Франко (1 епізод)                              |
| 2009      | кф |                                         | Acting with James Franco (відео)                    | Джеймс Франко                                         |
| 2008      | ф  | Гарві Мілк                              | Milk                                                | Scott Smith                                           |
| 2008      | ф  | Ночі в Роданте                          | Nights in Rodanthe                                  | Mark Flanner                                          |
| 2008      | ф  | Ананасовий експрес                      | Pineapple Express                                   | Saul Silver                                           |
| 2008      | ф  | Медовий місяць Камілли                  | Camille                                             | Silias                                                |
| 2007      | кф |                                         | The Hills with James Franco and Mila Kunis (відео)  | Justin Bobby                                          |
| 2007      | ф  | У долині Ела                            | In the Valley of Elah                               | Sgt. Dan Carnelli                                     |
| 2007      | вг |                                         | Spider-Man 3                                        | Гаррі Осборн (голос)                                  |
| 2007      | ф  | Пустун Макс                             | Good Time Max                                       | Макс                                                  |
| 2007      | ф  | Людина-павук 3: Ворог у тіні            | Spider-Man 3                                        | Гаррі Осборн                                          |
| 2007      | кф |                                         | Vanity Fair: Killers Kill, Dead Men Die (відео)     | The Unsuspecting Husband (тільки в титрах)            |
| 2007      | ф  | Трошки вагітна                          | Knocked Up                                          | Sol                                                   |
| 2007      | ф  | Завершуючи гру                          | Finishing the Game: The Search for a New Bruce Lee  | Dean Silo                                             |
| 2007      | ф  | Інтерв'ю                                | Interview                                           | Boyfriend on Phone (голос)                            |
| 2007      | ф  | Американський злочин                    | An American Crime                                   | Andy                                                  |
| 2006      | ф  | Відпочинок за обміном                   | Holiday                                             | Джеймс Франко                                         |
| 2006      | ф  | Мертва дівчинка                         | The Dead Girl                                       | Derek                                                 |
| 2006      | кф | Коник                                   | Grasshopper                                         | Travis                                                |
| 2006      | ф  | Ескадрилья «Лафаєт»                     | Flyboys                                             | Blaine Rawlings                                       |
| 2006      | ф  | Плетена людина                          | The Wicker Man                                      | Bar Guy #1                                            |
| 2006      | ф  | Аннаполіс                               | Annapolis                                           | Jake Huard                                            |
| 2006      | ф  | Трістан та Ізольда                      | Tristan & Isolde                                    | Трістан                                               |
| 2005      | ф  | Золото дурня                            | Fool's Gold                                         | Brent                                                 |
| 2005      | ф  | Великий рейд                            | The Great Raid                                      | Captain Prince                                        |
| 2005      | ф  | Мавпа                                   | The Ape                                             | Harry Walker                                          |
| 2004      | ф  | Людина-павук 2                          | Spider-Man 2                                        | Гаррі Осборн                                          |
| 2003      | ф  | Трупа                                   | The Company                                         | Josh                                                  |
| 2002      | ф  | Остання справа Ламарки                  | City by the Sea                                     | Joey                                                  |
| 2002      | ф  | Санні                                   | Sonny                                               | Sonny                                                 |
| 2002      | ф  | Привид матері                           | Mother Ghost                                        | Skateboarder Guy                                      |
| 2002      | ф  | Ви завжди переслідуєте те, що любите    | You Always Stalk the Ones You Love                  |                                                       |
| 2002      | кф | Малюк-автомобіль                        | The Car Kid                                         |                                                       |
| 2002      | ф  | Мертва точка                            | Blind Spot                                          | Danny                                                 |
| 2002      | ф  | Дикі біси                               | Deuces Wild                                         | Tino                                                  |
| 2002      | ф  | Людина-павук                            | Spider-Man                                          | Гаррі Осборн                                          |
| 2001      | тф | Джеймс Дін                              | James Dean                                          | James Dean                                            |
| 2001      | кф | Злюки — відстій!                        | Mean People Suck                                    | Casey                                                 |
| 2001      | ф  |                                         | Some Body                                           | Apartment Guy #3                                      |
| 2001      | с  | Цілком таємно                           | The X-Files                                         | поліціянт (8 епізод 8 сезону)                         |
| 2000      | ф  | Якщо завтра прийде                      | If Tomorrow Comes                                   | Devin                                                 |
| 1999—2000 | с  | Диваки і навіжені                       | Freaks and Geeks                                    | Деніел Десаріо (головна роль)                         |
| 2000      | тф | Будь-якою ціною / За будь-яку ціну      | At Any Cost                                         | Mike                                                  |
| 2000      | ф  | Будь-якою ціною / Все, що потрібно      | Whatever It Takes                                   | Chris                                                 |
| 1999      | с  | Служити і захищати (міні-серіал)        | To Serve and Protect                                | Метт Карр (2 епізоди)                                 |
| 1999      | с  | Профайлер                               | Profiler                                            | Стіві (1 епізод)                                      |
| 1999      | ф  | Нецілована                              | Never Been Kissed                                   | Джейсон                                               |
| 1998      | тф | 1973                                    | 1973                                                | Грег                                                  |
| 1997      | с  | Поліцейські на велосипедах              | Pacific Blue                                        | Браян (1 епізод)                                      |

### Продюсер
| Рік       |     | Українська назва                 | Оригінальна назва                        | Роль                              |
| --------- | --- | -------------------------------- | ---------------------------------------- | --------------------------------- |
| 2018      | ф   | Час жаху                         | Horror Time                              | виконавчий продюсер               |
| 2018      | ф   | Пригоди Томасіни Сойєр           | The Adventures of Thomasina Sawyer       | виконавчий продюсер               |
| 2017—2018 | с   | Двійка                           | The Deuce                                | виконавчий продюсер (17 епізодів) |
| 2018      | ф   | Світ майбутнього                 | Future World                             | продюсер                          |
| 2018      | ф   | Реквієм за Міссісіпі             | Mississippi Requiem                      | виконавчий продюсер               |
| 2017      | ф   | Темні години: Роксана            | Dark Hours: Roxana                       | виконавчий продюсер               |
| 2017      | док |                                  | Metamorphosis: Junior Year               | продюсер                          |
| 2017      | кф  |                                  | Palace                                   | виконавчий продюсер               |
| 2017      | ф   | Ріо                              | Rio                                      | виконавчий продюсер               |
| 2017      | док |                                  | The Art of Elysium Stories (міні-серіал) | виконавчий продюсер               |
| 2017      | док |                                  | Obey Giant                               | виконавчий продюсер               |
| 2017      | ф   | Кривава поїздка                  | Blood Ride                               | виконавчий продюсер               |
| 2017      | ф   | Божевільний кит                  | The Mad Whale                            | продюсер                          |
| 2017      | ф   | Горе-творець                     | The Disaster Artist                      | продюсер                          |
| 2017      | ф   | Не повертайтеся з Місяця         | Don't Come Back from the Moon            | продюсер                          |
| 2017      | ф   |                                  | Actors Anonymous                         | виконавчий продюсер               |
| 2017      | док |                                  | Metamorphosis: Junior Year               | виконавчий продюсер               |
| 2017      | ф   | Інститут Роузвуд                 | The Institute                            | виконавчий продюсер               |
| 2017      | тф  |                                  | High School Lover                        | виконавчий продюсер               |
| 2017      | кф  | Небеса                           | Heaven                                   | виконавчий продюсер               |
| 2017      | ф   | Лабіринт                         | The Labyrinth                            | виконавчий продюсер               |
| 2016      | тф  |                                  | L.A. Series                              | продюсер                          |
| 2016      | кф  |                                  | Mandroid                                 | виконавчий продюсер               |
| 2016      | ф   | Чому він?                        | Why Him?                                 | виконавчий продюсер               |
| 2016      | ф   |                                  | Dark Hours: Typee                        | виконавчий продюсер               |
| 2016      | ф   | І програли бій                   | In Dubious Battle                        | продюсер                          |
| 2016      | кф  |                                  | Studio 4 (відео)                         | виконавчий продюсер               |
| 2016      | тф  |                                  | Mother, May I Sleep with Danger?         | виконавчий продюсер               |
| 2016      | ф   |                                  | Burn Country                             | виконавчий продюсер               |
| 2016      | ф   | Королівська кобра                | King Cobra                               | продюсер                          |
| 2016      | с   | 11.22.63 (міні-серіал)           | 11.22.63                                 | продюсер (8 епізодів)             |
| 2016      | с   |                                  | F*ck                                     | продюсер (1 епізод)               |
| 2016      | ф   | Козел                            | Goat                                     | продюсер                          |
| 2015      | кф  | Мати                             | Mother                                   | виконавчий продюсер               |
| 2015      | кф  | Респектабельність                | Respectability                           | виконавчий продюсер               |
| 2015      | кф  | Вайнсбург: Смерть                | Winesburg: Death                         | виконавчий продюсер               |
| 2015      | ф   | Пам'ять                          | Memoria                                  | виконавчий продюсер               |
| 2015      | ф   | Солодкий смак спокути            | The Sweet Taste of Redemption            | виконавчий продюсер               |
| 2015      | кф  | Приміські мемуари                | Suburban Memoir                          | виконавчий продюсер / продюсер    |
| 2015      | кф  | Міс Знаменитість                 | Miss Famous                              | виконавчий продюсер               |
| 2015      | кф  | Сила Бога                        | The Strength of God                      | виконавчий продюсер               |
| 2015      | с   | Остаточне зло                    | The Ultimate Evil                        | виконавчий продюсер               |
| 2015      | кф  | Міський автобус                  | City Bus                                 | виконавчий продюсер               |
| 2015      | ф   | Аддероллові щоденники            | The Adderall Diaries                     | продюсер                          |
| 2015      | кф  | Зимова прогулянка                | A Walk in Winter                         | виконавчий продюсер               |
| 2015      | ф   | Розквіт нечутливих виродків      | The Heyday of the Insensitive Bastards   | виконавчий продюсер               |
| 2015      | ф   | Майкл                            | I Am Michael                             | продюсер                          |
| 2015      | ф   | Йосеміті                         | Yosemite                                 | виконавчий продюсер               |
| 2015      | ф   | Дон Кіхот                        | Don Quixote                              | виконавчий продюсер               |
| 2014      | кф  | Майже не красива                 | Almost Not Beautiful                     | виконавчий продюсер               |
| 2014      | кф  | Гості                            | Guests                                   | виконавчий продюсер               |
| 2014      | ф   | Інтерв'ю                         | The Interview                            | виконавчий продюсер               |
| 2014      | кф  |                                  | Gucci Sunglasses                         | виконавчий продюсер               |
| 2013      | кф  |                                  | Acting Class (Short)                     | виконавчий продюсер               |
| 2013      | док | Директор. Еволюція в трьох актах | The Director: An Evolution in Three Acts | продюсер                          |
| 2013      | ф   | Інтер'єр: Садо-мазо-гей бар      | Interior. Leather Bar.                   | продюсер                          |
| 2013      | док |                                  | Kink                                     | виконавчий продюсер / продюсер    |
| 2012      | кф  | Джеффрі                          | Jeffrey                                  | продюсер                          |
| 2012      | ф   | Дьоготь                          | The Color of Time                        | продюсер                          |
| 2012      | с   |                                  | Undergrads: South (документ.)            | виконавчий продюсер               |
| 2011      | ф   | Зруйнована вежа                  | The Broken Tower                         | продюсер                          |
| 2005      | ф   | Мавпа                            | The Ape                                  | виконавчий продюсер               |

### Режисер
| Рік  |     | Українська назва            | Оригінальна назва                                          | Роль                  |
| ---- | --- | --------------------------- | ---------------------------------------------------------- | --------------------- |
| 2018 | ф   | Претенденти                 | Pretenders                                                 |                       |
| 2018 | ф   | Світ майбутнього            | Future World                                               |                       |
| 2017 | с   |                             | Making a Scene with James Franco                           | 1 епізод              |
| 2017 | док |                             | Metamorphosis: Junior Year                                 |                       |
| 2017 | с   | Двійка                      | The Deuce                                                  | 2 епізоди             |
| 2017 | ф   | Горе-творець                | The Disaster Artist                                        |                       |
| 2017 | ф   |                             | Tenn                                                       |                       |
| 2017 | ф   | Інститут Роузвуд            | The Institute                                              |                       |
| 2016 | тф  |                             | L.A. Series                                                |                       |
| 2016 | ф   | І програли бій              | In Dubious Battle                                          |                       |
| 2016 | с   | 11.22.63 (міні-серіал)      | 11.22.63                                                   | 1 епізод              |
| 2015 | ф   | Чорний пес, рудий пес       | Black Dog, Red Dog                                         |                       |
| 2014 | ф   |                             | I Think You're Totally Wrong: A Quarrel                    |                       |
| 2014 | ф   | Шум і лють                  | The Sound and the Fury                                     |                       |
| 2014 | кф  |                             | Gucci Sunglasses                                           |                       |
| 2013 | ф   | Дитя боже                   | Child of God                                               |                       |
| 2013 | док |                             | Venice 70: Future Reloaded                                 |                       |
| 2013 | ф   | Буковські                   | Bukowski                                                   |                       |
| 2013 | ф   | Коли я вмирала              | As I Lay Dying                                             |                       |
| 2013 | ф   | Інтер'єр: Садо-мазо-гей бар | Interior. Leather Bar.                                     |                       |
| 2012 | кф  |                             | Dream                                                      |                       |
| 2012 | кф  |                             | R.E.M.: Blue (відео)                                       |                       |
| 2012 | док |                             | Hart Crane: An Exegesis                                    |                       |
| 2012 | док |                             | My Own Private River                                       |                       |
| 2012 | док |                             | Francophrenia (Or Don't Kill Me, I Know Where the Baby Is) |                       |
| 2011 | кф  | Бунтар                      | Rebel                                                      | розділ "Brad Forever" |
| 2011 | ф   | Сел Мінео: Біографія        | Sal                                                        |                       |
| 2011 | ф   | Зруйнована вежа             | The Broken Tower                                           |                       |
| 2010 | кф  |                             | 42 One Dream Rush                                          |                       |
| 2010 | кф  | Мужність і я                | Masculinity & Me                                           |                       |
| 2010 | кф  |                             | The Clerk's Tale                                           |                       |
| 2010 | док |                             | Saturday Night                                             |                       |
| 2010 | кф  |                             | Herbert White                                              |                       |
| 2009 | кф  |                             | The Feast of Stephen                                       |                       |
| 2007 | ф   | Пустун Макс                 | Good Time Max                                              |                       |
| 2005 | ф   | Золото дурня                | Fool's Gold                                                |                       |
| 2005 | ф   | Мавпа                       | The Ape                                                    |                       |

### Сценарист
| Рік  |    | Українська назва      | Оригінальна назва                | Роль                                                    |
| ---- | -- | --------------------- | -------------------------------- | ------------------------------------------------------- |
| 2018 | ф  | Реквієм за Міссісіпі  | Mississippi Requiem              | автор                                                   |
| 2017 | кф |                       | Palace                           | оповідання                                              |
| 2017 | ф  |                       | Actors Anonymous                 | роман                                                   |
| 2016 | кф |                       | Age of the Moon                  | оповідання                                              |
| 2016 | тф |                       | Mother, May I Sleep with Danger? | оповідання                                              |
| 2015 | ф  | Чорний пес, рудий пес | Black Dog, Red Dog               |                                                         |
| 2015 | ф  | Убиваючи тварин       | Killing Animals                  | книга                                                   |
| 2015 | кф | Приміські мемуари     | Suburban Memoir                  | екранізація                                             |
| 2015 | ф  | Йосеміті              | Yosemite                         | на основі коротких фільмів «Йосеміті» та «Пітер Паркер» |
| 2014 | кф |                       | Gucci Sunglasses                 |                                                         |
| 2013 | ф  | Дитя боже             | Child of God                     | екранізація                                             |
| 2013 | ф  | Пало-Альто            | Palo Alto                        | книги «Palo Alto Stories»                               |
| 2013 | ф  | Буковські             | Bukowski                         |                                                         |
| 2013 | ф  | Коли я вмирала        | As I Lay Dying                   | екранізація                                             |
| 2011 | кф | Бунтар                | Rebel                            |                                                         |
| 2011 | ф  | Сел Мінео: Біографія  | Sal                              | оповідання                                              |
| 2011 | ф  | Зруйнована вежа       | The Broken Tower                 | письменник                                              |
| 2010 | кф | Мужність і я          | Masculinity & Me                 |                                                         |
| 2010 | кф |                       | The Clerk's Tale                 | екранізація                                             |
| 2010 | кф |                       | Herbert White                    | екранізація                                             |
| 2009 | кф |                       | The Feast of Stephen             | письменник                                              |
| 2007 | ф  | Пустун Макс           | Good Time Max                    | письменник                                              |
| 2005 | ф  | Золото дурня          | Fool's Gold                      | п'єси «Emma» та «Fools Gold» / екранізація              |
| 2005 | ф  | Мавпа                 | The Ape                          | письменник                                              |

## Нагороди
- Нагорода Independent Spirit (для виробників незалежного кіно) в категорії Найкраща чоловіча роль другого плану
- Золотий глобус в номінації Актор міні-серіалу.